# ノン・ルフールマン原則
ノン・ルフールマン（ノン・ルフールマン、仏英: Non-refoulement）とは、滞在国の安全に非常に深刻な危険が伴う場合、殺人・強制性交・武装強盗など重大犯罪について有罪が確定している場合、滞在国の社会に脅威である場合の3種を除き、「生命や自由が脅かされかねない人々」（難民）が、入国拒否あるいはそれらの場所に追放したり送還されることを禁止する不文律(慣習法)。各種国際法の条文解釈から導きだされた慣習法であり、「ノン・ルフールマン」という国際法が制定されている訳ではないため、解釈論争がある。仏英の「Non-refoulement」には「原則」は含有しないが、ノン・ルフールマン原則と表記される。「ルフールマン」はもともと欧州の出入国管理手続の文脈での用語であり、国家主権が最も表出する部分である「出入国管理権限」に対する制限を課すという特徴があり、ノン・ルフールマンが強行規範（jus cogens）であるかどうかは賛否両論となっている。「ノン・ルフールマン」という用語の正確な解釈は議論の的となっており、「領土への入国拒否」の禁止も含まれるかどうかも意見が分かれている。

## 概要
ノン・ルフールマン原則は個人が再び迫害を受けかねない地域への難民の排除を禁ずる国際法の強行規範であり、1951年の難民の地位に関する条約と1967年の議定書で成文化された。第二次世界大戦中、ナチス体制のせいで疑う余地のないジェノサイドから逃れた難民に安全な場所を提供することに、世界が失敗したとの記憶から発展している。今日ではノン・ルフールマン原則は、表面上は1951年の協定や1967年の議定書に署名した国から追い出されないように難民と認定された人々を守っている。しかし、難民や亡命者として認めないことでこの原則を回避しようとする国が実際には多いことが指摘されている。
ルワンダの1994年のジェノサイドにおけるタンザニアの行動は、この原則を侵害したと主張されている。難民が「大量出国」の段階に達した危機の最高潮の時期に、タンザニア政府はジェノサイドから逃れようとする5万人以上のルワンダ難民に対し国境を閉鎖した。1996年、ルワンダが安定したといえる状態に達しないうちに約50万の難民は、ザイールからルワンダに送り返された。
条約加盟国間で激しく議論の的になっている規定の灰色部分の一つは、第33条の解釈である。難民の可能性のある人々が公海を船で渡航することを禁ずるのは、特にアメリカ合衆国政府が公然と行ってきたことで、第33条が難民の入国を要請するものであるか、狭義の追放のみを禁じているだけであるのか疑問が呈されている。国際連合難民高等弁務官事務所 (UNHCR) は「大量流入の事態における庇護希望者の保護」に関する執行委員会で入国拒否の禁止がノン・ルフールマンの原則に含まれることを確認し、厳正に遵守されるべきであると結論している。
1951年以降、一部の例外を除き追放禁止に関する内容が含まれる難民条約を140ヶ国が署名し、批准しているが、その解釈は各国で分かれている。そのため、2001年9月11日の米国でのテロ攻撃、ヨーロッパにおけるテロ攻撃など2000年代以降は受け入れ先で安易な外国籍者の受け入れで治安悪化・非同化移民を容認する多文化主義への問題認識がされるようになったことを受け、ノン・ルフールマンの強行規範性に関し、合法移民を含む国民からの反発が再燃した。2015年の欧州難民危機後においては、理想論と「許容範囲を超えた」と感じる有権者の増加という現実の対立で、支持層の離脱を招き、不法移民や難民への姿勢が左派政党の議席を減らす要因になっている。そのため、一部左派政党は支持者離脱抑制のため、旧来のノン・ルフールマン原則に対する姿勢を転換し、送還措置や受け入れ制限制定をしだしている。

## 歴史
ノン・ルフールマン原則は、公式には1951年の難民の地位に関する条約に盛り込まれ、1984年の拷問等禁止条約第3条にも盛り込まれている。

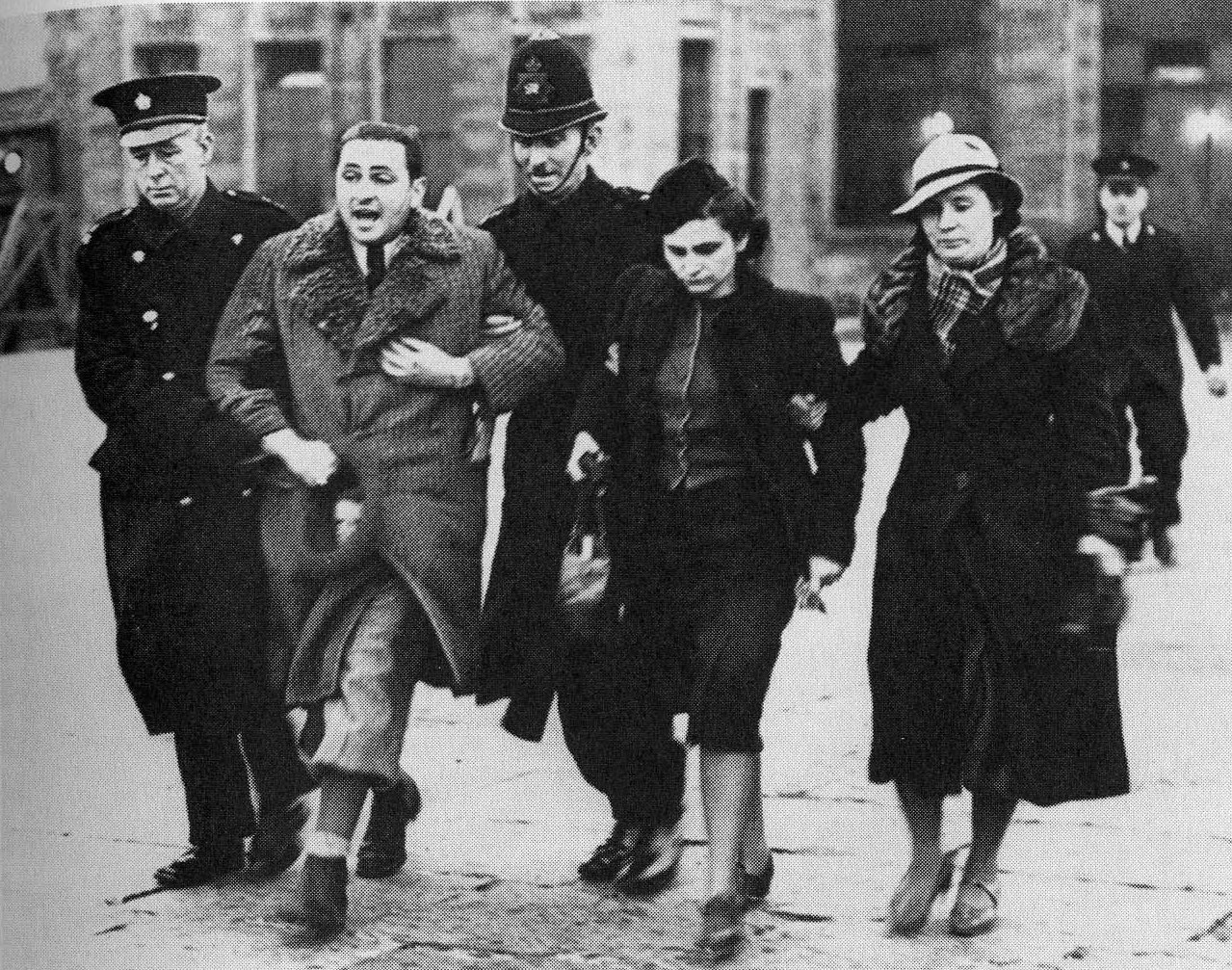
ナチス・ドイツによって占領されたチェコスロバキアから逃れてきたユダヤ系難民。イギリス、クロイドン空港に空路で入国したが、書類不備を理由に警察に連行されている。彼らは後日、ヨーロッパへ強制送還された。1939年5月31日撮影

この原則は、第二次世界大戦中、ナチス・ドイツによる大量虐殺から逃れてきた難民に対し、受け入れ国側が安全な避難場所を提供できなかったという国際社会で共有された経験から生まれた。第二次世界大戦後、国際社会において、難民に対する国家の主権を多国間でチェックする必要性が明らかになった。戦時中、いくつかの国家はホロコーストから逃れてきたドイツやフランスのユダヤ人を、強制的に帰還させたり入国を拒否したりしていた。戦後、ソビエト連邦から逃れた何百万人もの難民や囚人が、送還後にソ連政府によって報復を受ける懸念があったにもかかわらず、強制的に帰国・帰還させられた。
ノン・ルフールマン原則は、国家が持つ、自らの国境とその中に住む国民を管理する権利を侵害するため、国家主権とは本質的に相容れない。第二次世界大戦直後の法的手続きにおいては、1951年に結ばれた難民の地位に関する条約第33条「追放及び送還の禁止」2に見られるように、ノン・ルフールマン原則は特定の状況下においては制限されるものと認識されていた。
1960年代、欧州人権委員会(ECHR)によってノン・ルフールマン原則は拷問の禁止の補助手段であることが認められた。拷問の禁止は強行規範（ユス・コーゲンス）であったため、拷問の禁止とこの原則の結びつきによって、追放と強制送還の禁止が絶対的な原則とされたほか、国家による安全保障を目的とした強制送還に対して合法性が問われるようになった。1980年代、ゼーリング判決やチャハル判決といった判例や、様々な国際条約の解釈を通じ、欧州人権委員会は国家主権の維持よりも送還されうる個人の保護が優先されると判断するようになった。この解釈においては、たとえその難民がテロリストであったり受け入れ側の国家に対する差し迫った脅威であったとしても、その個人からノン・ルフールマン原則による保護は剥奪されない。
1990年代以降、アメリカ合衆国やヨーロッパで発生したテロリストからの攻撃を受けて、これらの国々からは、信憑性の高い脅威とされた難民に効率的に対処できる方法である強制送還は国家安全保障の観点から認められるべきだという声が高まっている。 その一方で、新規に締結された国際条約では一般的に、どのような状況であっても強制送還を認めない具体的な義務が盛り込まれるようになってきている。これらの要因は、各国やEUに対し、安全保障と人権のバランスの間を揺れ動きながら、どうノン・ルフールマン原則と向き合うかを模索させている。 
こんにち、ノン・ルフールマン原則は、表向きには、1951年の「難民の地位に関する条約」、1967年の「難民の地位に関する議定書」、1984年の「拷問等禁止条約」のいずれかに加盟している国からの難民の追放・送還を防ぐため機能している。しかしながら、実際には、国際法の原則を無視した特定の署名国による難民の本国への送還・追放と、彼ら難民が潜在的な迫害者の手に渡っている状況を防ぐことはできていない。

## 事例
ノン・ルフールマンの原則に関する一例は、西部スーダンのダルフール紛争の難民320名を拘束した2007年のイスラエルである。この地域の反ユダヤ環境からイスラエルを守るために制定された法律のためにダルフール紛争からイスラエルに逃れた難民は、敵性国民とされ公安の対象として投獄された。200人は「脅威がない」とされ不追放原則の適用を受けず強制送還された。残りは紛争が静まり帰国できるまで働くためにキブツとモシャブと呼ばれるイスラエルの集団農場へと釈放された。